# Cristian Silvestri
Cristian Silvestri (Roma, 21 gennaio 1975) è un ex calciatore italiano, di ruolo terzino destro o difensore centrale.

## Caratteristiche tecniche
Era un difensore che in carriera ha ricoperto sia il ruolo di centrale, sia quello di laterale destro. È un destro naturale.

## Carriera
È cresciuto nel Casalotti per poi passare a 12 anni alla Roma. Ha poi giocato per quattro stagioni nella Ternana, dove nel 1997 ha vinto un campionato di Serie C2 e l'anno dopo, in Serie C1, ha ottenuto la promozione in Serie B giocando stabilmente nella difesa impostata da Luigi Delneri artefice dei 39 turni di imbattibilità a cavallo dei suddetti campionati. Suoi compagni di reparto furono Mauro Mayer e Cristian Stellini; in futuro i tre, con squadre differenti, riusciranno a ottenere altre promozioni e a calcare i campi della Serie A.
Rimasto con gli umbri, esordisce tra i cadetti nella stagione 1998-1999: si tratta di una stagione sofferta per la Ternana, segnata dall'avvento di tre allenatori in panchina. Alla fine, la compagine rossoverde si salva all'ultima giornata con la vittoria nello scontro diretto contro la Fidelis Andria, ed è suo l'assist per il gol decisivo siglato dall'attaccante Massimo Borgobello.
Nel 1999 passa al Cosenza, disputando altri due campionati di Serie B. Con i rossoblu disputa 48 presenze di campionato e mette a segno un gol, decisivo, contro il Savoia al San Vito.
Nel 2001 approda in Serie A ingaggiato dal Lecce. Esordisce nella massima serie il 9 dicembre 2001 in Chievo-Lecce (2-1).
Resta in Puglia fino a gennaio 2005 quando si trasferisce al Catania.
Con la squadra etnea, sotto la guida di mister Pasquale Marino, ottiene nel 2006 una promozione in A che mancava da oltre venti anni. Nel 2008 con la maglia del Catania ha segnato il suo primo gol in Serie A nella partita contro il Cagliari con una rovesciata, mentre un'altra rete l'ha messa a segno nella semifinale di ritorno della Coppa Italia contro la Roma (1-1).
Nell'estate 2009 si svincola dai rossoazzurri siciliani, e scende di categoria venendo acquistato a parametro zero dall'Ascoli con cui esordisce il 6 settembre in occasione della vittoria casalinga contro il Mantova. Con i bianconeri colleziona 21 presenze in campionato. Nell'estate del 2010 passa al Fidene.

## Palmarès
- Campionato italiano Serie C2: 1

Ternana: 1996-1997 (girone B)